# Gibigiana (lampada)
Gibigiana è una lampada da tavolo progettata nel 1980 dall'architetto italiano Achille Castiglioni.

## Esposizioni permanenti nei musei
La Lampada Gibigiana fa parte della collezione permanente dei più importanti e rinomati musei dedicati al design industriale e  all'arredamento.
Collezioni permanenti dei musei dove è presente la Lampada Gibigiana
- Triennale Design Museum, Milano